# Stazione di Ōnakayama
La stazione di Ōnakayama (大中山駅?, Ōnakayama-eki) è una stazione ferroviaria sulla linea principale Hakodate, situata nel comune di Nanae, in Hokkaidō. È la terza stazione dopo il capolinea sud di Hakodate, procedendo verso nord.

## Struttura della stazione
La stazione dispone di due binari che servono direzioni opposte.
| 1 | ■ Linea principale Hakodate | Per Hakodate                       |
| 2 | ■ Linea principale Hakodate | Per Nanae, Stazione di Ōnuma, Mori |

Il fabbricato viaggiatori non è dotato di personale.

## Stazioni adiacenti
Linea principale Hakodate: Kikyō – Ōnakayama – Nanae